# Oengus I
Óengus hijo de Fergus (Picto*Onuist map Urguist) irlandés antiguo: Óengus mac Fergusso, "Angus mac Fergus"), fue rey de los Pictos desde 732 hasta su muerte en 761.
Óengus se convirtió en rey principal de Pictavia tras un periodo de guerra civil a finales de la década de 720. Durante su reinado, el vecino reino de Dál Riata fue sometido y el reino de Strathclyde fue atacado, aunque con menos éxito. El gobernante más poderoso de Escocia por dos décadas se implicó en guerras en Irlanda e Inglaterra. Reyes de la familia de Óengus dominaron Pictavia hasta 839 cuándo una derrota desastrosa a manos de los Vikingos desencadenó un nuevo periodo de inestabilidad que acabó con la llegada al poder de Cináed mac Ailpín.

## Fuentes y contexto

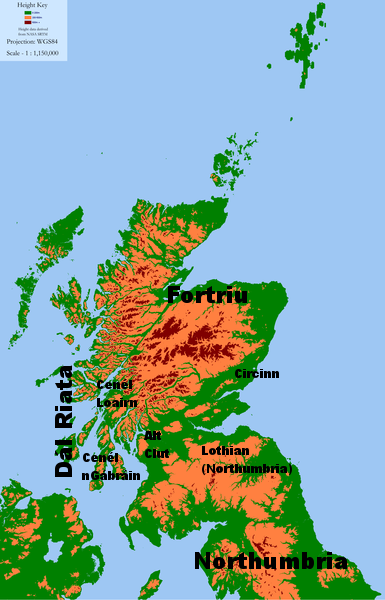
Grupos políticos seleccionados en Gran Bretaña Del norte alrededor 740 ANUNCIO.

## Dal Riata

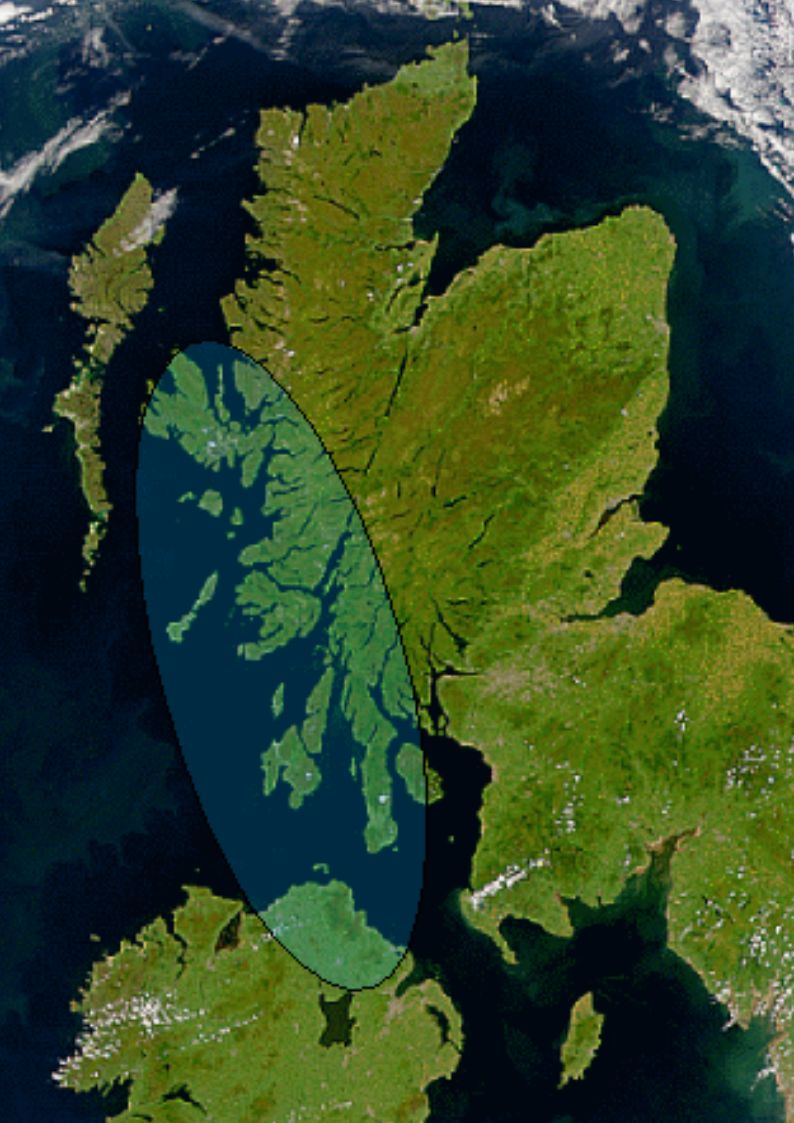
Imagen de satélite de Irlanda y Gran Bretaña del norte que muestran el área aproximada de Dál Riata (sombreado).

## Alt Clut, Northumbria, y Mercia

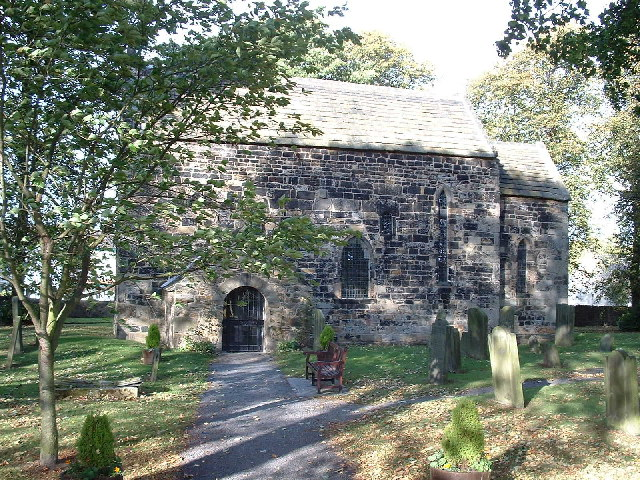
Escomb Iglesia, Condado Durham. Las iglesias de piedra construyeron para Nechtan, y quizás Óengus iglesia en St Andrews, es presumed a ha sido similar.